# Armand Cure
Armand Arthur Cure (New Bedford, 1º agosto 1919 – Long Beach, 28 novembre 2003) è stato un cestista e giocatore di football americano statunitense, professionista nella BAA.